# IC 3136
IC 3136 ist eine Balken-Spiralgalaxie vom Hubble-Typ SBc im Sternbild Jungfrau auf der Ekliptik. Sie ist schätzungsweise 246 Millionen Lichtjahre von der Milchstraße entfernt und hat einen Durchmesser von etwa 65.000 Lichtjahren. Unter der Katalogbezeichnung VCC 314 wird sie als Mitglied des Virgo-Galaxienhaufens aufgeführt, ist dafür jedoch zu weit entfernt.

Im selben Himmelsareal befinden sich u. a. die Galaxien NGC 4260, NGC 4269, IC 773, IC 3155.
Das Objekt wurde im Juni 1865 von Auguste Voigt  entdeckt.